# Kayes (Mali)
Kayes (bambara: Kayi, szoninke: Xaayi) város Mali délnyugati csücskében, a Szenegál folyó partján. Kayes az azonos nevű régió székhelye, lakossága meghaladja a 100 000 főt. Neve a szonkike karré szóból ered, amely a város alacsony fekvésére és páradús éghajlatára utal. A város 510 km-re délnyugatra fekszik a fővárostól, Bamakótól.

## Éghajlat
A város beceneve - Afrika kuktafazékja - is utal a rendkívül magas átlaghőmérsékletre, amely köszönhető a települést körülvevő vasércben gazdag hegyeknek is. Az átlagos napi maximum hőmérséklet 35 °C, de mikor áprilisban és májusban tetőzik a hőmérséklet, az átlag 46 °C. Ezzel Kayes nem csak Afrika, hanem az egész világ legforróbb éghajlatú állandóan lakott települése.

## Története
A francia gyarmati terjeszkedésig Kayes csak egy jelentéktelen falucska volt. Miután megépítették a falut érintő Dakar-Niger vasútvonalat, Kayes kereskedelmi központtá lépett elő. 1881-re a franciák vezetése alatt a kis falucska jelentős várossá fejlődött, 1882-ben Francia-Szudán fővárosa lett. Később Bamako töltötte be ezt a tisztséget, ami először 1899-ben Felső-Szenegál és Niger székhelye, majd 1908-ban egész Francia-Szudán fővárosa lett.
Napjainkban Kayes nem csak saját postával, telefon- és villamosenergia-szolgáltatással rendelkezik, hanem nemzetközi repülőtere is van.

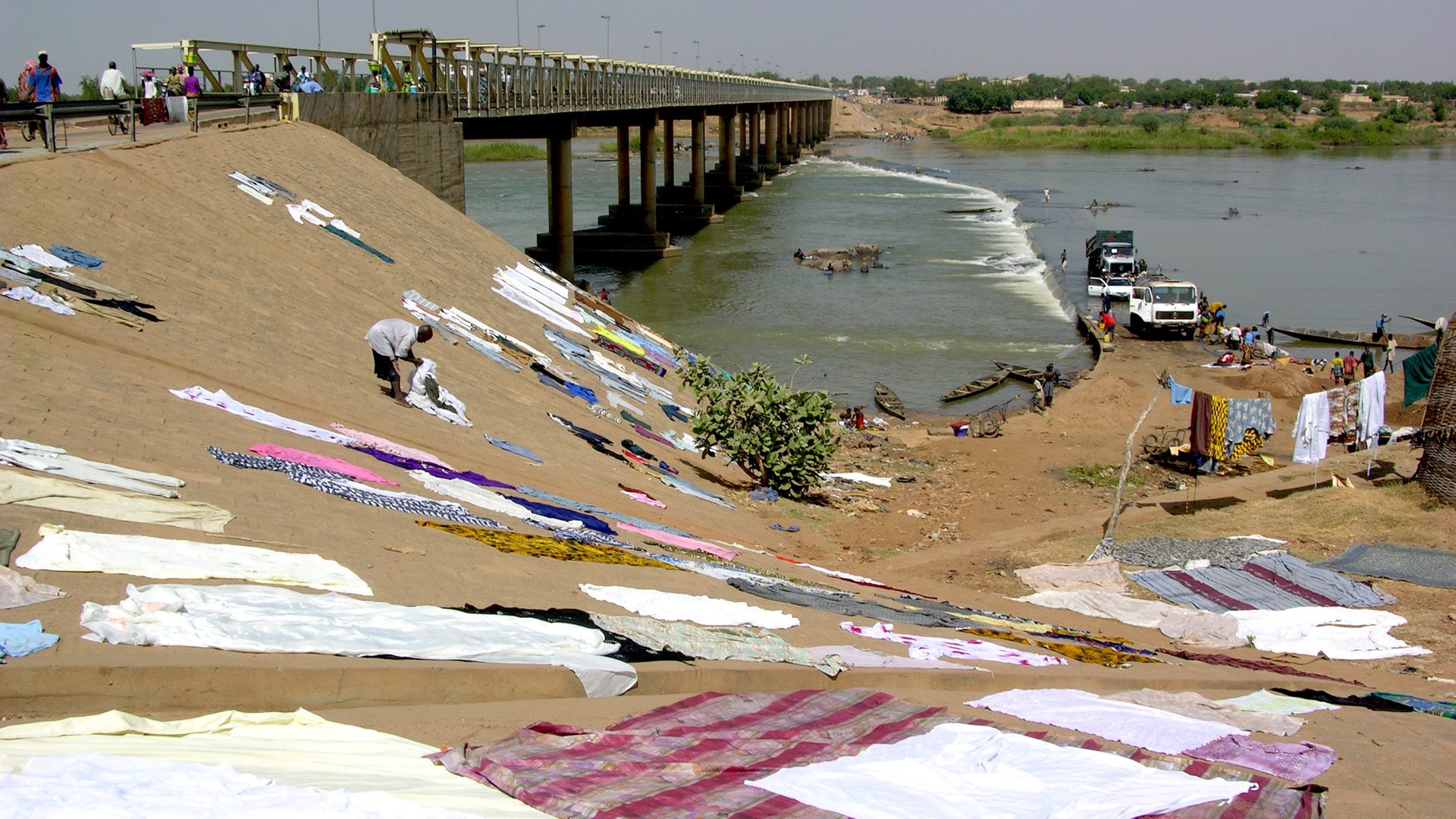
Életkép nagymosással Kayes mellett

## Fordítás
- Ez a szócikk részben vagy egészben  a   Kayes című angol Wikipédia-szócikk fordításán alapul.  Az eredeti cikk szerkesztőit annak laptörténete sorolja fel. Ez a jelzés csupán a megfogalmazás eredetét és a szerzői jogokat jelzi, nem szolgál a cikkben szereplő információk forrásmegjelöléseként.